# John Wendler
John Wendler – australijski zapaśnik walczący w stylu wolnym. Brązowy medalista mistrzostw Oceanii w 1996 roku.